# Žid (Trnava)
Rybník  Žid o rozloze vodní plochy 0,4 ha je rybník nalézající se na jižním okraji vesnice Trnava v okrese Hradec Králové. 
Jedná se o nebeský rybník bez vlastního přítoku vody závislý na zimních srážkách. Rybník je využíván pro chov ryb. V roce 2018 byla provedena jeho revitalizace a odbahnění.

## Galerie

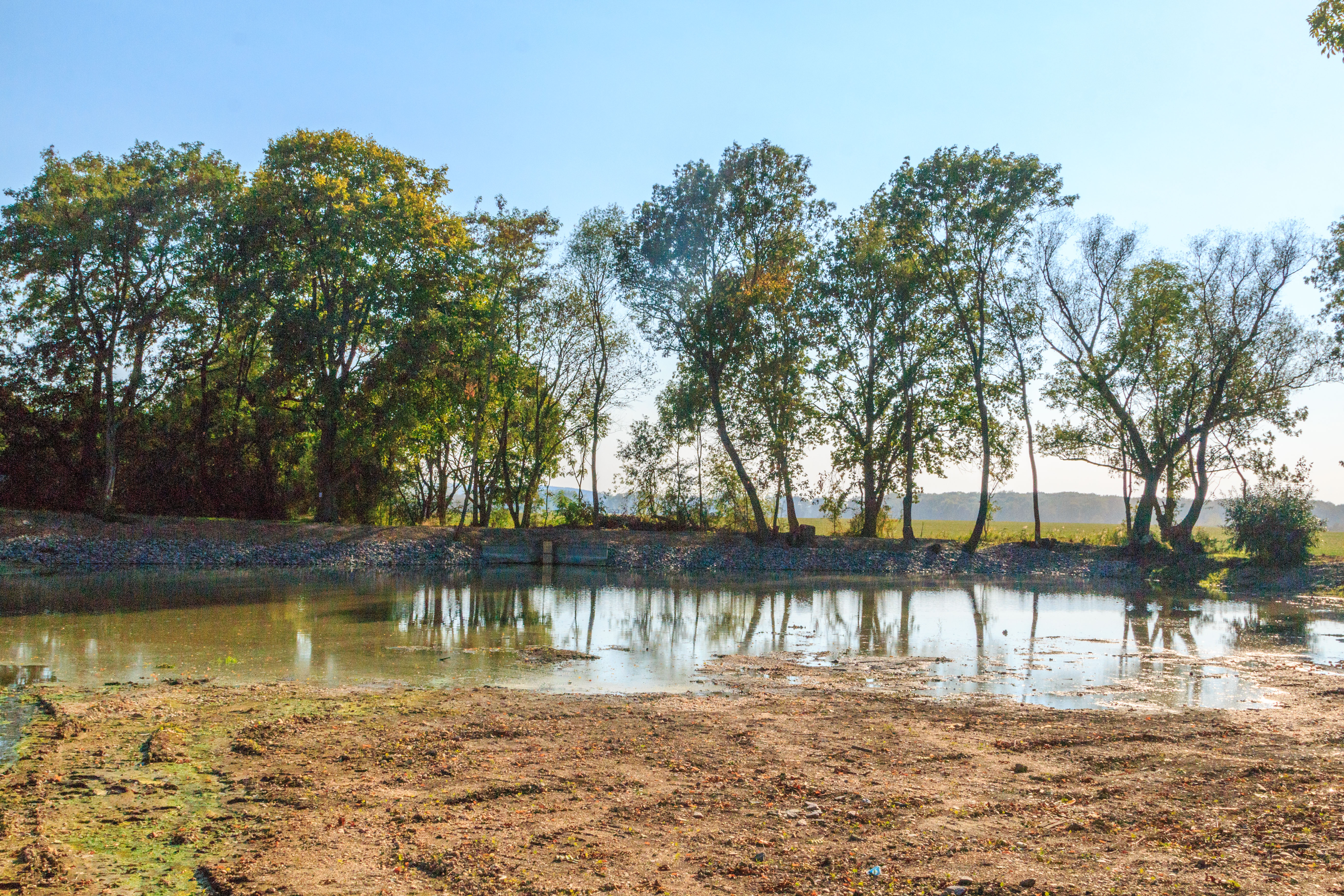
pohled na rybník Žid
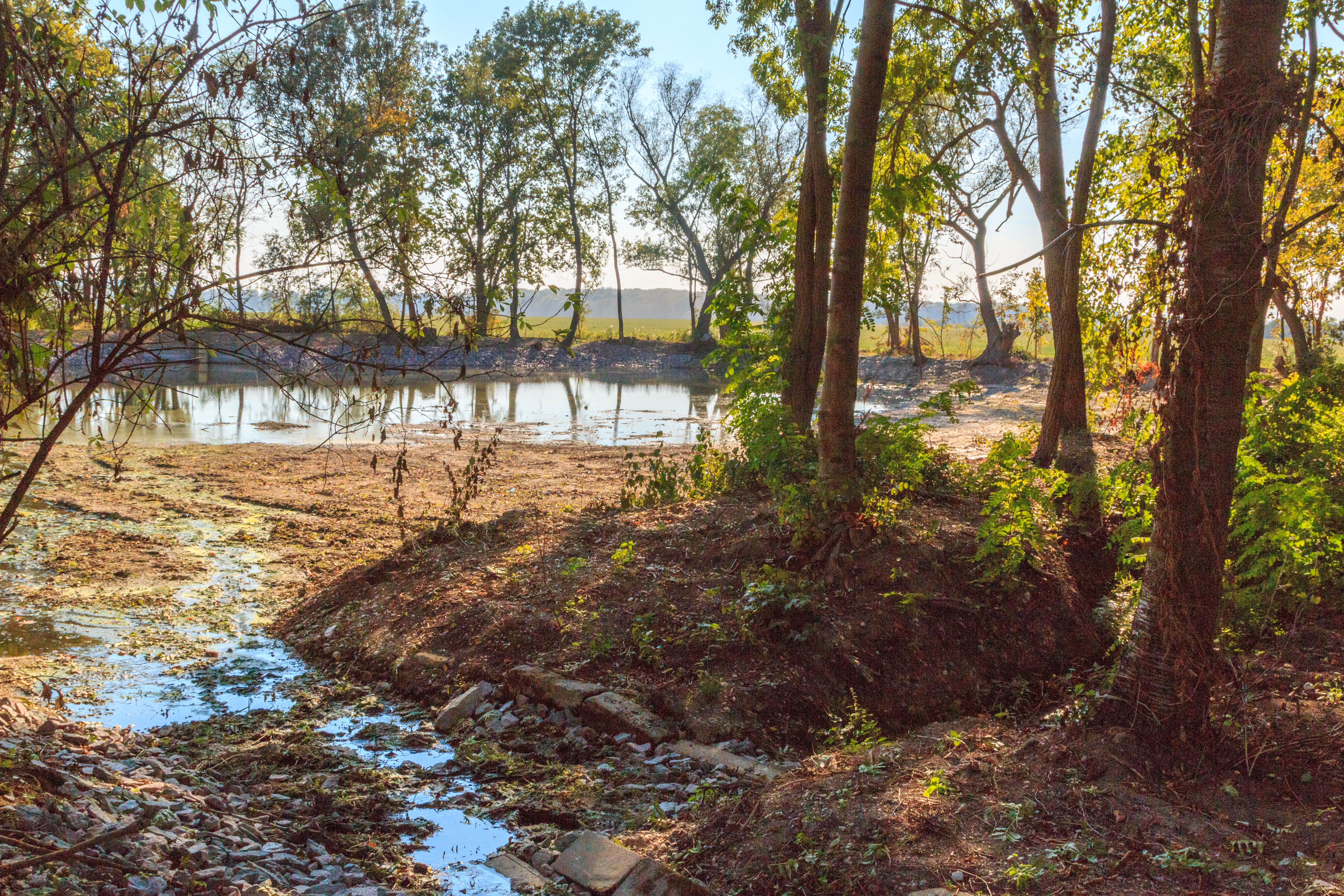
pohled na rybník Žid
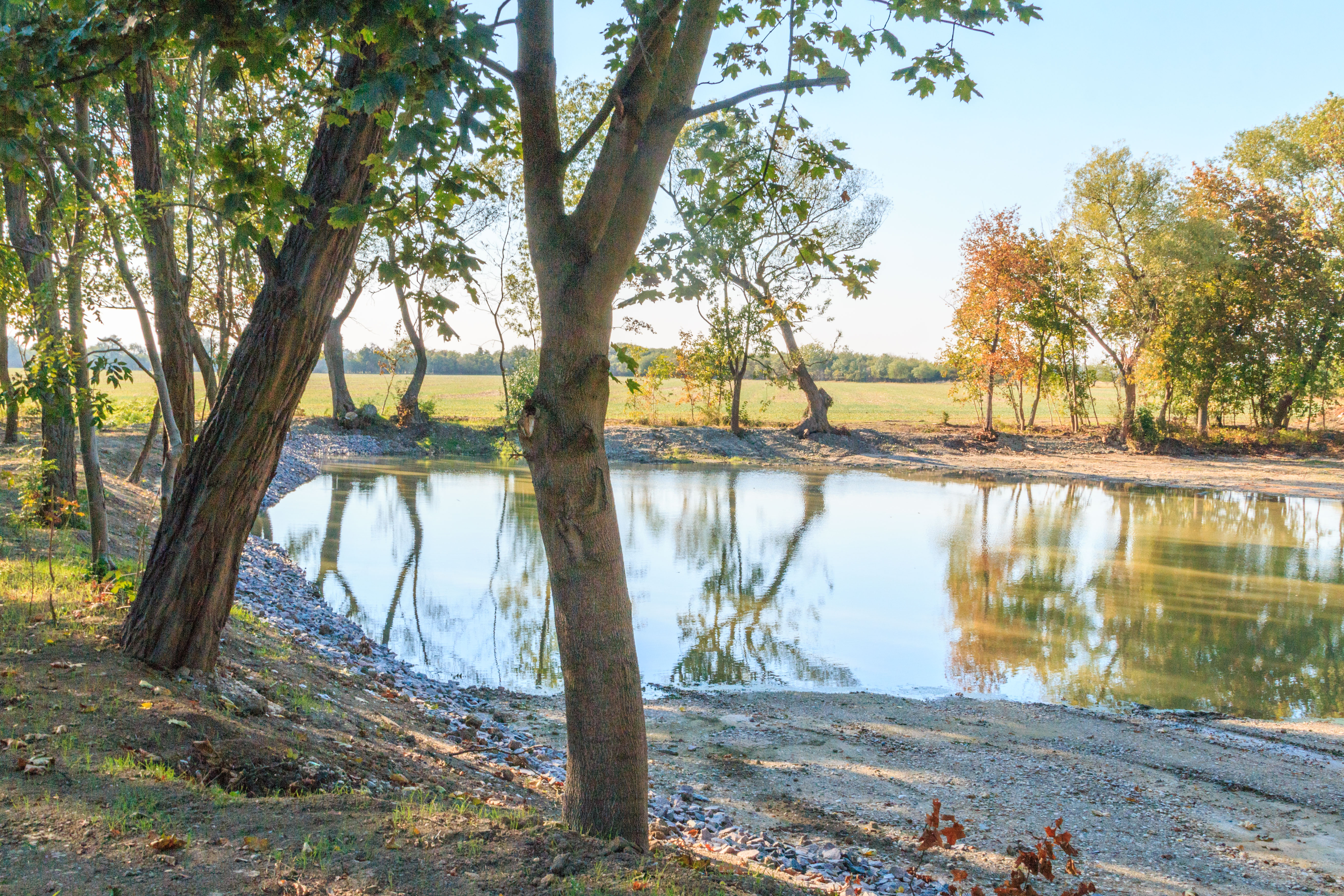
pohled na rybník Žid
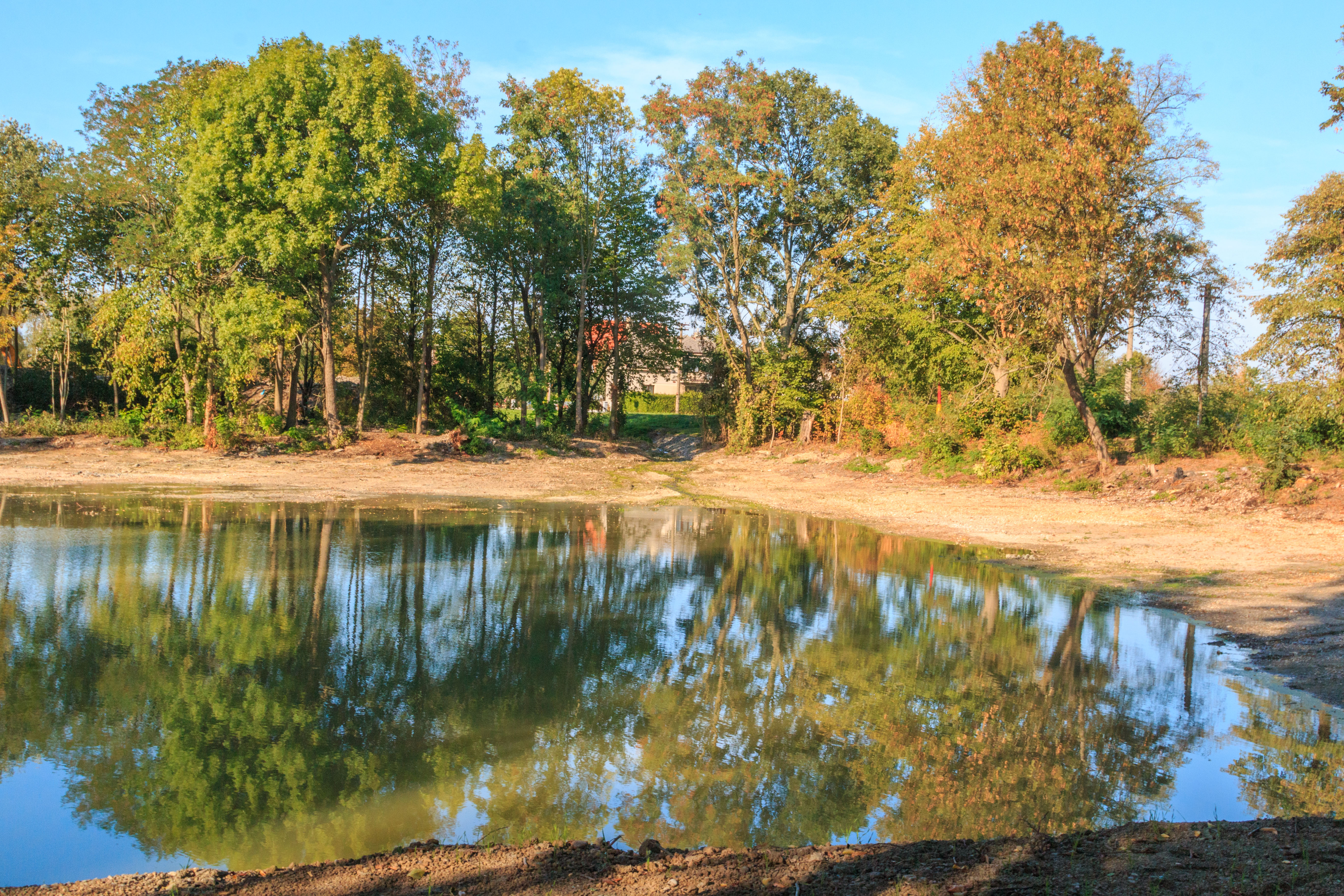
pohled na rybník Žid